# Azmanite
Azmanite (bułg. Азманите) – wieś podlegająca administracyjnie pod obszar wsi Bangejci w środkowej Bułgarii, w obwodzie Gabrowo, w gminie Trjawna. Według danych Narodowego Instytutu Statystycznego, 31 grudnia 2011 roku wieś liczyła 9 mieszkańców.